# Коломбьер
Коломбье́р (фр. Colombières) — коммуна во Франции, находится в регионе Нижняя Нормандия. Департамент коммуны — Кальвадос. Входит в состав кантона Тревьер. Округ коммуны — Байё.
Код INSEE коммуны — 14168.

## Население
Население коммуны на 2010 год составляло 205 человек.
| 1962 | 1968 | 1975 | 1982 | 1990 | 1999 | 2010 |
| ---- | ---- | ---- | ---- | ---- | ---- | ---- |
| 362  | 306  | 231  | 247  | 218  | 225  | 205  |

## Экономика
В 2010 году среди 121 человека трудоспособного возраста (15—64 лет) 80 были экономически активными, 41 — неактивными (показатель активности — 66,1 %, в 1999 году было 63,7 %). Из 80 активных жителей работали 70 человек (38 мужчин и 32 женщины), безработных было 10 (4 мужчины и 6 женщин). Среди 41 неактивных 11 человек были учениками или студентами, 12 — пенсионерами, 18 были неактивными по другим причинам.